# 垣曲菖蒲酒
垣曲菖蒲酒是山西垣曲出产的一种白酒。垣曲当地以菖蒲酿酒历史悠久，但多为自酿自饮，较少市售。1956年当局成立垣曲地方国营酒厂后，酒厂派员发掘了民间菖蒲酒古方，优化后投产了垣曲菖蒲酒。垣曲菖蒲酒乃为以高粱为主料，大麦和豌豆制成的大曲为糖化发酵剂酿成的清香型白酒为基酒，配以菖蒲、天麻、阿胶、檀香、木香、黄芪、党参、砂仁和冰糖等二十余味中药，以冷冻浸泡、清蒸清杂、地缸发酵、地窖贮藏等列入山西省级非物质文化遗产名录的传统工艺酿制而成。